# اندیس کوه نهارجان
کوه نهارجان یک اندیس فلزی است که در حوالی شهر بیرجند استان خراسان قرار دارد و مادهٔ معدنی موجود در آن، منیزیت است.  